# Essam Shqalo
Essam Shqalo là một cầu thủ bóng đá Syria. Hiện tại anh thi đấu cho Al-Wahda.